# László Csoknyai
László Csoknyai (ur. 25 października 1987 w Dunaújváros) – węgierski judoka, uczestnik  igrzysk olimpijskich w Londynie (2012) i Rio de Janeiro (2016). 

## Życiorys

### Mistrzostwa
Przygodę z judo rozpoczął w 2001 roku na mistrzostwach kraju. W 2009 roku wziął udział w uniwersjadzie. W 2012 roku został brązowym medalistą na Pucharze Świata w Pradze, pokonując swojego przeciwnika przez wasari. Na mistrzostwach Europy w Budapeszcie w 2013 roku w kategorii do 81 kg był piąty. Udział na mistrzostwach świata w Rio de Janeiro zakończył na 32. miejscu. 

### Igrzyska olimpijskie
W 2012 w Londynie w 1/16 pokonał reprezentanta Indonezji Putu Wiradamungga, a w 1/8 przegrał z Koreańczykiem Kim Jae-bum.
W Rio de Janeiro wziął udział w zawodach w kategorii do 81 kg. Już w pierwszej rundzie przegrał z Japończykiem Takanori Nagase. 